# Simon Curtis (regista)
Simon Curtis (Londra, 11 marzo 1960) è un regista, produttore televisivo e produttore cinematografico britannico, conosciuto soprattutto per aver diretto il film del 2011 Marilyn (My Week with Marilyn).

## Biografia
Curtis inizia la sua carriera lavorando al Royal Court Theatre. Dopo alcuni incarichi come regista per alcune serie TV e film per la televisione della BBC, Curtis scrive e dirige Marilyn, con cui ottiene una certa popolarità anche fuori dal Regno Unito.

### Vita privata
È sposato dal 1992 con l'attrice statunitense Elizabeth McGovern. La coppia ha due figlie ed è residente a Chiswick, Londra.

## Filmografia

### Regista
- Screenplayserie TV, 1 episodio (1992)
- Performance – serie TV, 4 episodi (1991-1993)
- Great Performances – serie TV, 1 episodio (1994)
- Tracey Takes On... – serie TV, 4 episodi (1996)
- My Summer with Des – film TV (1998)
- The Student Prince – film TV (1998)
- David Copperfield – film TV (1999)
- The Sins – serie TV, 1 episodio (2000)
- Man and Boy – film TV (2002)
- The Practice - Professione avvocati – serie TV, 1 episodio (2003)
- Twenty Thousand Streets Under the Sky – serie TV (2005)
- The Amazing Mrs Pritchard – serie TV, 2 episodi (2006)
- Five Days – serie TV (2007)
- Born in the USA – film TV (2007)
- Cranford – serie TV, 5 episodi  (2007)
- Freezing – serie TV, 3 episodi (2007-2008)
- Una breve vacanza in Svizzera – film TV (2009)
- Return to Cranford – miniserie TV, 2 episodi (2009)
- Marilyn (2011)
- Woman in Gold (2015)
- Vi presento Christopher Robin (Goodbye Christopher Robin) (2017)
- Attraverso i miei occhi (The Art of Racing in the Rain) (2019)
- Downton Abbey II - Una nuova era (Downton Abbey II: A New Era) (2022)
- Downton Abbey: The Grand Finale (2025)

### Produttore
- Edoardo II, regia di Derek Jarman (1991)
- Performance – serie TV, 28 episodi (1991-1998)
- Great Performances – serie TV, 1 episodio (1993)
- Stages – serie TV, 2 episodi (1994)
- Screen Two – serie TV, 1 episodio (1995)
- Killing Me Softly, regia di Stephen Whittaker – film TV (1995)
- La 12ª notte (Twelfth Night or What You Will), regia di Trevor Nunn (1996)
- Broken Glass, regia di David Thacker – film TV (1996)
- The Designated Mourner, regia di David Hare (1997)
- Mrs. Dalloway, regia di Marleen Gorris (1997)
- Spoonface Steinberg, regia di Betsan Morris Evans – film TV (1998)
- The Tribe, regia di Stephen Poliakoff – film TV (1998)
- The American, regia di Paul Unwin – film TV (1998)
- Shooting the Past – miniserie TV (1999)
- The Colour of Justice, regia di Nicolas Kent – film TV (1999)
- Copenhagen, regia di Howard Davies – film TV (2002)
- Carrie's War, regia di Coky Giedroyc – film TV (2004)
- Justifying War: Scenes from the Hutton Enquiry, regia di Nicolas Kent – film TV (2004)
- Pride, il giovane leone (Pride), regia di John Downer – serie TV (2004)
- The Virgin Queen, regia di Coky Giedroyc – miniserie TV (2005)
- Five Days, regia di Simon Curtis – serie TV, 3 episodi (2007)
- Christmas at the Riviera, regia di Mark Bussell e Justin Sbresni – film TV (2007)
- Freezing – serie TV, 3 episodi (2007-2008)
- Hunter, regia di Colm McCarthy – miniserie TV (2009)
- Marilyn, regia di Simon Curtis (2011)
- Friend Request Pending, regia di Chris Foggin (2011) - cortometraggio
- Threesome – serie TV, 14 episodi (2012)
- Woman in Gold, regia di Simon Curtis (2015)
- Indian Summers – serie TV, 20 episodi (2015-2016)
- Diana and I, regia di Peter Cattaneo – film TV (2017)
- Vi presento Christopher Robin (Goodbye Christopher Robin), regia di Simon Curtis (2017)
- The Chaperone, regia di Michael Engler (2018)